# لنسر آقالوویان
لنسر آبگاری آقالوویان (ارمنی: Լենսեր Աբգարի Աղալովյան؛ زادهٔ ۳ فوریهٔ ۱۹۴۰) یک فیزیک‌دان و سیاستمدار اهل ارمنستان است. وی همچنین نامزد انتخابات ریاست جمهوری بود.

## زندگی‌نامه
در ۳ فوریهٔ ۱۹۴۰ ‏در روستای کولاتاک به دنیا آمد و از دانشگاه دولتی ایروان فارغ‌التحصیل شد. وی عضو فرهنگستان ملی علوم ارمنستان بود. وی همچنین برنده دانشمند شایسته جمهوری ارمنستان (۲۰۱۰) و جایزه علمی بین‌المللی ویکتور هامبارتسومیان شده است.

## آثار برجسته
- برخی مسائل در نظریه ورق‌ها و پوسته‌های آیزوتروپیک. - ایروان، ۱۹۶۶. - ۱۳۲ صفحه.
- نمایش‌های آسیمپتوتیکی حل‌های معادلات نظریه الاستیسیته اجسام آیزوتروپیک و نظریه‌های کاربردی مرتبط با تیرها، ورق‌ها و پوسته‌ها. - ایروان، ۱۹۷۹. - ۳۳۲ صفحه.
- نظریه آسیمپتوتیکی ورق‌ها و پوسته‌های آیزوتروپیک / لنسر آبگاری آقالویان. - تهران: نشر علم : انتشارات فیزیک-ریاضی، ۱۹۹۷. - ۴۱۴ صفحه. شابک ۵-۰۲-۰۱۵۰۹۳-۲[۱]

## یادداشت
1. ↑  ֆիզիկամաթեմատիկական գիտությունների դոկտոր
2. ↑  Մեխանիկայի ինստիտուտ